# Северноамерички куп нација 1947.
Првенство НАФЦ 1947. године било је прво фудбалско првенство савеза за Северноамеричку фудбалску конфедерацију (НАФЦ). 
Први турнир је уследио убрзо након оснивања НАФЦа. Куба је била домаћин турнира који је укључивао репрезентацију домаћина, Мексико и Сједињене Државе. Уместо да формира тим за такмичење, Фудбалска федерација Сједињених Држава је одлучила да пошаље фудбалски клуб Понта Делгада СЦ, аматерски тим из Фал Ривера, Масачусетс. ФК Понта Делгада је освојио и Национални куп челенџ и национални аматерски куп, али није могао да се такмичи са Мексиком и Кубом. Мексико се лако носио и са САД и са Кубом, победивши прву са 5 : 0, а другу утакмицу са 3 : 1. Куба је заузела друго место победом од 5 : 2 над Сједињеним Државама. Сви мечеви су одржани на стадиону Ла Тропикал.

## Стадион
| Хавана |                   |
| Хавана | Хавана            |
| ------ | ----------------- |
| Хавана | Тропикал          |
| Хавана | Капацитет: 30.000 |
| Хавана |                   |

## Резултати турнира
| Pos | Тим              | О | П | Н | И | ГД | ГП | ГР | Бод. |
| --- | ---------------- | - | - | - | - | -- | -- | -- | ---- |
| 1   | Мексико          | 2 | 2 | 0 | 0 | 8  | 1  | +7 | 4    |
| 2   | Куба             | 2 | 1 | 0 | 1 | 6  | 5  | +1 | 2    |
| 3   | Сједињене Државе | 2 | 0 | 0 | 2 | 2  | 10 | −8 | 0    |

| Мексико                                                                   | 5 : 0 | Сједињене Државе |
| ------------------------------------------------------------------------- | ----- | ---------------- |
| Адалберто Лопез 3’, 35’, 85’ · Анхел Сегура 53’ · Родриго Руиз 78’ (пен.) |       |                  |

Мексико: Раул Лендерос, Алберто Медина, Серхио Браво, Алфонсо Монтемајор (капитен); Родриго Руиз, Салвадор Аризмени, Антонио Флорес, Хулиан Дуран, Адалберто Лопез, Анхел Сегура, Карлос Септиен
САД: Волтер Романовиц, Џо Мачадо, Мануел Мартин, Џосеф Рехо Коста, Џо Фереира, Џеси Брага, Франк Муниз, Ед Соуза, Ед Валентајн, Џон Соуза, Џон Тревис
| Куба       | 1 : 3 | Мексико                                                     |
| ---------- | ----- | ----------------------------------------------------------- |
| Минсал 42’ |       | Карлос Септиен 30’ · Анхел Сегура 53’ · Адалберто Лопез 83’ |

Мексико: Раул Лендерос, Алберто Медина, Серхио Браво, Алфонсо Монтемајор (капитен); Родриго Руиз, Салвадор Аризмени, Хавијер д ла Торе, Макс Пријето, Адалберто Лопез, Анхел Сегура, Карлос Септиен
Куба: Хуан Ајра, Хасинто Баркин, Енрике Мартинез, Хосе Овиде, Хосе Минсал, Франциско Алварез, Роуре, Антонио Медерос, Антонио Виљалон, Мануел Брисо, Буксадера.
| Куба                                                      | 5 : 2 | Сједињене Државе     |
| --------------------------------------------------------- | ----- | -------------------- |
| Виљалон 22’, 28’ · Хиронеља 61’ · Медерос 68’ · Веига 70’ |       | Ед Соуза · Валентајн |

Куба:  Хуан Ајра, Хасинто Баркин, Енрике Мартинез, Хосе Овиде, Хосе Минсал, Франциско Алварез, Сантјаго Веига, Антонио Медерос, Антонио Виљалон, Луис Хиронеља, Буксадера.
САД: Волтер Романовиц, Џо Мачадо, Мануел Мартин, Џосеф Рехо Коста,, Јосеп Мајклс, Џеси Брага, Франк Муниз, Ед Соуза, Ед Валентајн, Џон Соуза, Џон Тревис

## Достигнућа
| Најбољи играч | Победник Северноамеричког купа нација 1947. Мексико 1° титула | Најбољи стрелац Адалберто Лопез |

## Голгетери
Четири гола
- Адалберто Лопез

Два гола
- Анхел Сегура
- Антонио Виљалон

Један гол
- Карлос Септиен
- Родриго Руиз
- Ед Соуза
- Ед Валентајн